# Caner Pekşen
Caner Pekşen est un joueur turc de volley-ball né le 9 juin 1987. Il mesure 1,90 m et joue passeur.

## Clubs
| Club                    | Pays    | De        | À         |
| ----------------------- | ------- | --------- | --------- |
| Trabzon Fatih Hastanesi | Turquie | 2006-2007 | 2006-2007 |
| Galatasaray SK          | Turquie | 2007-2008 | 2012-2013 |
| İnegöl Belediye         | Turquie | 2013-2014 | 2013-2014 |
| Istanbul BB             | Turquie | 2014-2015 | 2019-2020 |
| Fenerbahçe SK           | Turquie | 2020-2021 | ...       |